# سيباستيان بان
سيباستيان بان (بالفرنسية: Sebastien Pan)‏ هو ملحن فرنسي، ولد في 9 يوليو 1984 في مونتبليار في فرنسا.

## وصلات خارجية
- الموقع الرسمي
- سيباستيان بان على موقع IMDb (الإنجليزية)
- سيباستيان بان على موقع قاعدة بيانات الفيلم (الإنجليزية)